# Вилађо Белведере (Бреша)
Вилађо Белведере је насеље у Италији у округу Бреша, региону Ломбардија.
Према процени из 2011. у насељу је живело 138 становника. Насеље се налази на надморској висини од 87 м.